# La Soufrière
A La Soufrière a Saint Vincent és a Grenadine-szigeteken, a karibi-térségben található aktív sztratovulkán. Saint Vincent-en ez a legmagasabb pont (aminek a pontos értéke a kitörések miatt kissé bizonytalan). A szigeten ez a legfiatalabb és legészakabbra elhelyezkedő vulkán.
1718 óta öt alkalommal tört ki, legutóbb 2021. április 9-én.
A vulkán és a körülötte elterülő nemzeti park 2012 óta a világörökség javaslati listáján szerepel.

## A kitörések évei
Az 1718 óta vezetett feljegyzések szerint az alábbi években tört ki. A kitörés minden esetben nagy energiájú, robbanásszerű volt.
A kitörések évei: 1718, 1812, 1902, 1979 és legutóbb 2021.
William Turner angol tájképfestő festménye az 1812. április 30-i kitörést ábrázolja, amit a Victoria Gallery & Museum őriz.
Az 1902. május 6-i kitörésben 1680 ember lelte halálát. 1979 áprilisában a kitörést már sikerült előre jelezni, több ezer ember elhagyta otthonát és nem voltak halálos áldozatok. Hatalmas hamufelhő keletkezett, ami a 160 km-re keletre fekvő Barbados szigetet is elérte.
Az 1902-es kitörés elpusztította a karibi őslakos kultúra utolsó maradványát.

## A 2021-es kitörés
2020 december végén kisebb vulkánkitörés volt a La Soufrière vulkán kráterében. Ekkor még csupán lassú lávadóm kitüremkedés történt. Ez a folyamat 2021 április elejéig tartott, közben a lávadóm lassan több millió köbméter nagyságúra nőtt. Közben földrengésjelek is észlelhetők voltak, amik a magma belső mozgására utaltak.
Április 7-én a kráterben lévő lávadóm körül egyre erősebb gázkiáramlást észleltek, a lávadóm egyes részei felszakadtak. Egy helyi vulkanológus, Richard Robertson számára egyértelmű volt, hogy egy hatalmas robbanásos kitörés bármikor elindulhat. Április 9-én kiadták a legmagasabb készültségi fokozatot és ennek alapján a miniszterelnök elrendelte a kitelepítést.
A vulkán 2021. április 9-én reggel tört ki, aminek a hamufelhője mintegy 8-10 km magasra emelkedett, és az Atlanti-óceán felé sodródott. Addigra nagyjából 20.000 embert sikerült kimenekíteni a vulkán környezetéből. Már aznap pontosították a vészjelzést azzal, hogy a kitörések napokig vagy akár hetekig is tarthatnak (egy újabb robbanásos kitörés már aznap délután megtörtént). A gázfelhő nagyobb mennyiségben kén-dioxidot és szén-dioxidot tartalmaz. A szürke vulkáni hamu teljesen beterítette a 100 ezer lakosú szigetet.
Saint Lucia, Grenada, Antigua és Barbados mind egyetértettek a menekültek befogadásában. 

## Elnevezése
A soufrière francia szó, ami „kén-kibocsátó”-t jelent. A Karib-térségben több vulkán is visel hasonló nevet.

## Fordítás
Ez a szócikk részben vagy egészben  a   La Soufrière (volcano) című angol Wikipédia-szócikk fordításán alapul.  Az eredeti cikk szerkesztőit annak laptörténete sorolja fel. Ez a jelzés csupán a megfogalmazás eredetét és a szerzői jogokat jelzi, nem szolgál a cikkben szereplő információk forrásmegjelöléseként.